# Francis John Williamson

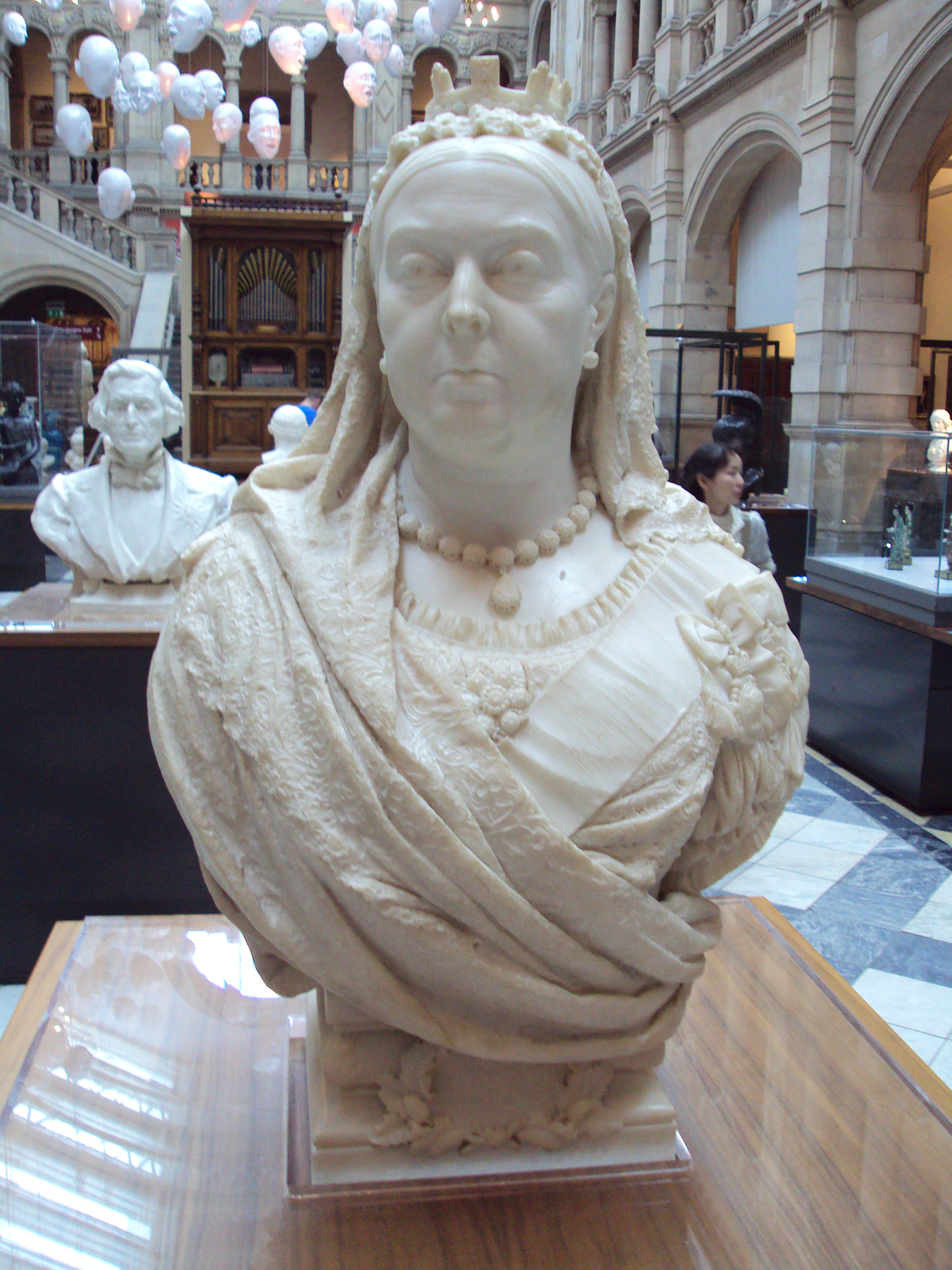
Queen Victoria (vielfach kopierte Büste), 1888

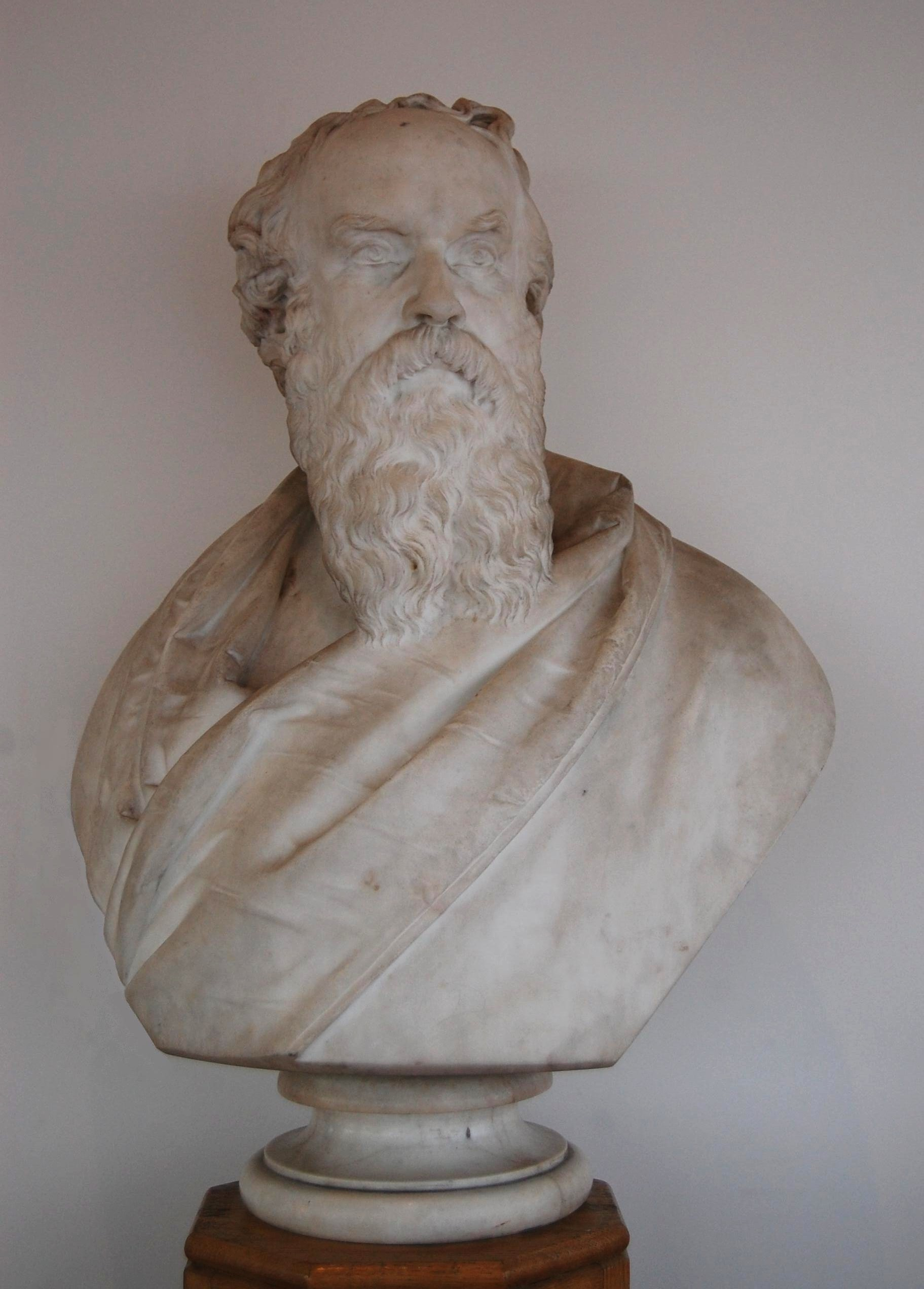
Samuel Timmins (Büste in der Library of Birmingham)

Francis John Williamson (* 17. Juli 1833 in Hampstead, London; † 12. März 1920 in Esher, Surrey) war ein britischer Bildhauer, der Porträts von bekannten Persönlichkeiten schuf, darunter eine Büste von Königin Victoria und Personen aus ihrer Familie und ihrem Umfeld.
Er studierte bei John Bell und war sieben Jahre Schüler von John Henry Foley und weitere 14 Jahre sein Assistent. Williamson hatte zwischen 1853 und 1897 38 Ausstellungen in der Royal Academy of Arts. Während dieser Zeit traf er erstmals Victoria. 1870 beauftragte sie ihn, ein Memorial für Charlotte Augusta von Wales, die Tochter von George IV., und ihren Ehemann Leopold I. zu errichten. Viele Mitglieder der königlichen Familie saßen für Williamson Modell, und 1887 schuf er eine Büste der Königin zum Goldenen Thronjubiläum, von der im British Empire zahlreiche Kopien gezeigt wurden.
Williamson erhielt eine Reihe von Aufträgen von der Stadt Birmingham, darunter eine Büste des Shakespeare-Forschers Samuel Timmins, die sich jetzt in der Library of Birmingham befindet, eine Marmorstatue des kritischen Theologen und Naturphilosophen Joseph Priestley, deren Bronzeabguss jetzt am Chamberlain Square steht, eine Statue des Industriellen Sir Josiah Mason (zerstört, doch befindet sich ein Bronzeguss von 1952 von William Bloye im Stadtteil Erdington), eine Statue des Predigers und Reformators George Dawson (zerstört), eine Statue des Sozialreformers John Skirrow Wright (zerstört, ein Bronzeguss von 1956 befindet sich im Birmingham Council House), und die Sockeldekoration der Museums Birmingham Museum and Art Gallery, bekannt als Allegory of Fame Rewarding the Arts (Allegorie der Fama, die die Künste auszeichnet). Eine Kopie seiner Büste von Tennyson (1893) befindet sich in der National Portrait Gallery.
Er traf seine zukünftige Frau, Elizabeth Smith, in Esher, und sie heirateten 1857. 1860 bezog er Haus und Studio Fairholme, 79, High Street, Esher, wo er starb. Das Gebäude, das später „The Bunch of Grapes“ genannt wurde und jetzt „Grapes House“ heißt, ist erhalten und trägt ein Blue Plaque, das zur Erinnerung an ihn von der Esher Residents Association 2010 angebracht wurde.

## Ausgewählte Werke

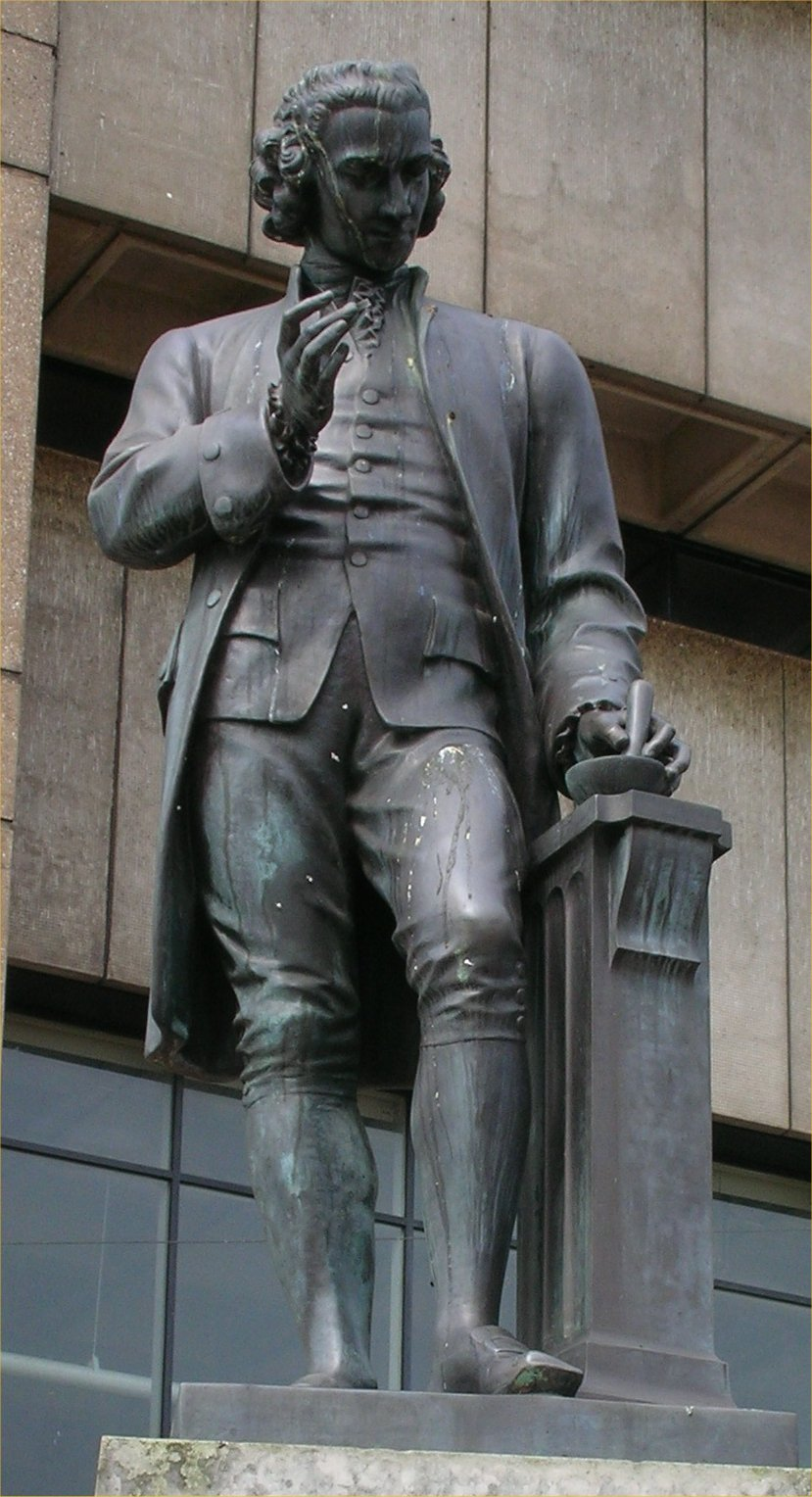
Joseph Priestley (Bronzeabguss des Marmor-Originals; Chamberlain Square, Birmingham)

- Büste von Samuel Timmins, jetzt in der Library of Birmingham
- Statue von Sister Dora, Walsall (1886)
- Memorial für Prince Leopold und Princess Charlotte, jetzt in St. George’s Church, Esher
- Büste des Duke of Albany, Christ Church, Esher
- Diamond Jubilee Memorial, Esher
- Grabmal von William Brett, 1. Viscount Esher and Viscountess, Esher, Christ Church churchyard, Esher
- Memorial für Henry Shrubsole, Market Place, Kingston-upon-Thames
- Büste von Tennyson[5]
- Büste von Königin Victoria, vielfach kopiert
- Hypatia
- His Royal Highness Prince Edward of York
- Jesus als der Gute Hirte
- Allegory of Fame Rewarding the Arts, Sockel der Birmingham Museum and Art Gallery (1884)[2]
- Statue von Sir Josiah Mason (1885; zerstört)[2]
  - Bronzeguss der Büste von William Bloye (1952)[2]
- Statue von George Dawson (1885; zerstört)[2]
  - Bronzeguss der Statue von Bloye (1951; gestohlen, wahrscheinlich zerstört)[2]
- Statue von John Skirrow Wright (1883; zerstört)[2]
  - Bronzeguss der Statue von Bloye (1956)[2]
- Statue von Joseph Priestley, jetzt Chamberlain Square, Birmingham (1951; Bronzeguss der Marmorstatue von 1874)[2]
- Memorial für Dean Milman, St Paul’s Cathedral[2]